# Clemens August Ostman von der Leye
Clemens August Freiherr Ostman von der Leye (* 23. Oktober 1861 in Haste; † 4. Juli 1933 in Atter) war von 1917 bis 1919 Landrat des Landkreises Osnabrück.
Clemens August Freiherr Ostman von der Leye wurde am 23. Oktober 1861 auf dem elterlichen Gut Honeburg geboren. Nach dem Abitur studierte er Jura und schlug eine Verwaltungslaufbahn ein. 1890 legte er als Regierungsreferendar in Osnabrück vor der Ober-Examinationskommission die Prüfung für höhere Verwaltungsbeamte ab. 1895 heiratete er die Reichsfreiin Eleonore von Fürstenberg-Stammheim (1868–1957). Von 1917 bis 1919 war er Landrat des Landkreises Osnabrück. Nach dem Ersten Weltkrieg zog er sich ins Private zurück und bewirtschaftete das Familiengut Leye, was er aufwendig umbaute und verschönerte. Bei einem Unfall mit einer Drehtür in der Hauptstelle der Osnabrücker Sparkasse an der Wittekindstraße zog er sich am 30. Juni 1933 schwere Verletzungen zu. An einer unerkannten Hirnblutung infolge dieses Unfalls starb er am 4. Juli 1933 auf Gut Leye.
In der Strothesiedlung in Osnabrück-Atter wurde 1972 die  Landrat-von-Ostman-Straße nach ihm benannt.